# Super délégué
Les super délégués sont les délégués choisissant librement le candidat qu'ils soutiennent à la Convention nationale du Parti démocrate des États-Unis, au cours de laquelle est désigné le candidat du parti à l'élection présidentielle américaine.
Le terme « Super délégué » (traduction de l'anglais Superdelegate) est informel, visant à souligner ce pouvoir de choix dont ils disposent. Les statuts du Parti démocrate n'emploient pas le terme de superdelegate. Leur désignation officielle (Règle 9.A) est « unpledged party leader and elected official delegates » ou PLEO (que l'on pourrait traduire en français par « délégués officiels élus et chefs du parti non engagés »). En plus de ces délégués  "PLEO", chaque État choisit d'autres unpledged delegates (Règle 9.B) et des pledged PLEO delegates (Règle 9.C). Cet article ne traite que des unpledged PLEO delegates.
Contrairement à la plupart des autres délégués, les super délégués ne sont pas sélectionnés ou élus lors des primaires ou caucus qui se tiennent dans chaque État. Ils sont nommés automatiquement du fait de leur statut comme ancien ou actuel élus démocrates (sénateurs, gouverneurs, etc.) ou officiels du parti. Ils sont libres d'apporter leur soutien à n'importe quel candidat.
Le Parti républicain a aussi des délégués, officiels du parti et qui siègent automatiquement à la convention républicaine sans avoir été désignés lors des primaires ou caucuses américains mais ils ne sont que trois par État, le président du parti pour l'état et deux membres du comité de l'état pour la convention nationale. De plus ils sont tenus de voter conformément à la primaire de leur État. Le terme de « super délégué » est en général appliqué seulement pour le Parti démocrate, en raison de cette différence.
À la Convention nationale démocrate de 2008, les super délégués représentaient environ un cinquième du total des délégués. La course très serrée, non prévue et sans précédent, entre les deux candidats démocrates Hillary Clinton et Barack Obama après le Super Tuesday de février a porté l'attention sur le rôle potentiel de ces super délégués dans le choix du candidat démocrate à l'élection présidentielle de novembre, dans la mesure où ils viendraient à être les « faiseurs de roi », à un degré jamais vu dans les précédents cycles électoraux. Une telle issue aurait été la première « Convention négociée » (brokered convention) depuis l'élection présidentielle de 1952.

## Histoire
Après la Convention nationale démocrate de 1968, le Parti démocrate décida de certains changements dans le processus de sélection de ces délégués, sur la base des travaux de la Commission McGovern-Fraser. Le but de ces changements était de rendre la composition de la convention moins sujette au contrôle des leaders du parti et répondant mieux aux votes durant la campagne des primaires.
Ces changements laissèrent certains démocrates penser que le rôle des leaders du parti et officiels élus avaient été trop diminué, affaiblissant le « ticket démocrate »  lors de l'élection présidentielle. En réponse, la règle des superdélégués fut instaurée après l'élection présidentielle de 1980. Son but était d'accorder un plus grand rôle aux politiciens actifs.
Lors des primaires de l'élection présidentielle de 1984, les deux principaux candidats étaient Gary Hart et Walter Mondale. Chacun d'eux avait gagné plusieurs primaires et caucuses. Hart était très légèrement derrière Mondale dans le total des votes, mais Mondale gagna le soutien de la plupart des superdélégués et devint le candidat investi par le Parti démocrate.
Les super délégués ne prédominent néanmoins pas toujours. Lors des primaires démocrates pour l'élection présidentielle de 2004, Howard Dean pris très tôt la tête dans le nombre de super délégués qui le soutenaient, avant même le déroulement des premières primaires. Cependant, John Kerry battit Dean dans la succession des primaires et caucuses et gagna l'investiture du parti.

## Super délégués en 2008
Les super délégués à la Convention nationale de 2008 incluent tous les membres démocrates du Congrès américain (Sénat et Chambre des représentants), les gouverneurs démocrates, et différents officiels élus, les membres du Comité national démocrate, aussi bien que « tous les anciens présidents démocrates, anciens vice-présidents démocrates, anciens chefs démocrates du Sénat, anciens Speakers démocrates de la chambre des représentants ou chefs de la minorité démocrate et anciens présidents du Comité national démocrate. »  Il existe néanmoins une exception, un super délégué qui soutient le candidat d'un autre parti perd son statut de super délégué. Ce fut le cas en 2008, lorsque le sénateur Joe Lieberman fut disqualifié comme super délégué après avoir apporté son soutien au républicain John McCain.
La convention nationale démocrate de 2008 comprendra environ 795 super délégués, mais ce nombre peut varier jusqu'au début de la convention (voir Convention Section IV(C)(2)). Les délégués issus des primaires et des caucus seront 3 253, donc un nombre total de délégués de 4 048. Un candidat a besoin d'une majorité simple de ces délégués, soit 2 025, pour gagner l'investiture. Les super délégués représentent environ un cinquième du total (19,6 %) des votes à la convention, les délégués désignés lors des primaires et caucus démocrates représentant environ les quatre cinquièmes restant (80,4 %),. À noter que ces chiffres  ne prennent pas en compte les délégués issus des primaires du Michigan et de Floride qui, du fait de non-respect par ces deux États des dates des primaires, ne sont pas pris en compte par le Comité national démocrate. Si cela venait à changer avant ou pendant la convention, le nombre total de délégués pourrait changer.
Pour le Parti républicain, comme pour le Parti démocrate, les membres du comité national du parti deviennent automatiquement délégués sans engagement vis-à-vis d'un candidat. En 2008, il y a 123 membres du Comité national républicain parmi les 2 380 délégués de la Convention nationale républicaine de 2008. Malgré  cette similitude, le terme de super délégués reste principalement employé pour les délégués démocrates.

### Délégués engagés et non engagés
Les règles du Parti démocrate distinguent les délégués engagés des délégués non engagés, la sélection des premiers se faisant sur leur engagement pour un candidat dans la course à l'investiture. Lors des élections primaires et caucus qui se tiennent dans chaque État, les votants expriment leur préférence parmi les candidats à l'investiture du parti pour l'élection présidentielle. Les délégués engagés (Pledged delegates) soutenant chaque candidat sont choisis approximativement suivant la règle de la proportionnelle des votes obtenus par leurs candidats. Dans certains États, les délégués ainsi choisis ont une obligation légale de voter pour le candidat pour lequel ils se sont engagés, au moins sur le premier tour de la convention. À l'opposé, les super délégués, choisis en raison de leur statut comme actuel ou ancien élu à des charges officielles ou des responsables du parti, sans égard à leurs préférences présidentielles, sont tous des délégués non engagés. Beaucoup d'entre eux choisissent d'annoncer quel candidat ils soutiennent, mais ils n'y sont liés d'aucune façon.
Le processus de sélection des délégués (voir ici et ici) distingue sept catégories de délégués :
- District-level delegates ;
- At-large delegates ;
- Unpledged party-leader delegates ;
- Unpledged elected-official delegates ;
- Pledged party-leader delegates ;
- Pledged elected-official delegates ;
- Unpledged add-on delegates.

Le Parti démocrate, comme le Parti républicain a un certain nombre de délégués non engagés qui sont choisis lors des conventions d'État, caucus ou vote des dirigeants du parti de l'État  (dépendant de la façon dont chaque parti de l'État a décidé de les choisir). Ces délégués d'État non engagés ont tendance à voter pour le candidat qui a reçu le plus de voix dans leur État (même s'il n'y sont pas obligés et que certains États leur donnent plus de latitude que d'autres). Plusieurs délégations républicaines représentant un État sont composées entièrement de délégués non engagés qui ont reçu la distinction winner take all (« le gagnant prend tout »). Mais même avec ces traditions, les délégués non engagés sont autorisés à changer leurs votes jusqu'au moment de la convention nationale. C'est pourquoi, aussi bien pour le Parti républicain que pour le Parti démocrate, il peut y avoir une « convention négociée » (brokered convention). Mais cela est moins probable pour le Parti républicain où les traditions sont plus strictes et où il y a moins de délégués non engagés à qui on a laissé les mains libres.

## Critiques
Le Parti démocrate a été critiqué,  pour la conduite de son processus d'investiture jugé non démocratique puisque les super délégués sont nommés indépendamment de leurs préférences dans la course à la présidentielle et ne sont pas obligés de soutenir le candidat choisi par les électeurs. Il y a des demandes régulières pour demander leur suppression dans le processus de la désignation du candidat.
Les délégués choisis lors des primaires ou des caucus ne reflètent pas eux non plus exactement les suffrages exprimés, même si les règles du Parti démocrate appliquent une proportionnelle partielle et non le processus en vigueur chez les républicains où le vainqueur d'un État rafle tous les délégués.

## Source
- (en) Cet article est partiellement ou en totalité issu de l’article de Wikipédia en anglais intitulé « Superdelegate » (voir la liste des auteurs).